# Ц
Ц, ц e буква от кирилицата. Обозначава беззвучната венечна африкатна съгласна /t͡s/. Присъства във всички славянски кирилски азбуки (23-та в българската, 24-та в руската, 25-а в беларуската, 27-а в украинската и сръбската), а в писмената норма на македонската реч е 28-а. Използва се също така и в някои от азбуките на народите от бившия СССР. В старобългарската азбука има название ци, съответно в църковнославянска — цы. В глаголицата се изписва така , а в кирилицата — Ц. И в двете азбуки има числова стойност 900. Трудно е да се установи точният ѝ произход, тъй като букви с подобен облик се срещат в няколко азбуки от този период – в етиопското писмо ሃ, в коптското писмо ϥ, в арамейското неговите производни, като например еврейската буква צ.